# 목암생명과학연구소
목암생명과학연구소(牧岩生命科學硏究所, MOGAM Institute for Biomedical Research, MIBR)는 생명공학기술 발전을 통한 사회 기여와 이익 창출을 도모하고 이를 연구 개발에 재투자함으로써 안정적이고 지속적인 연구 환경을 조성하기 위한 목적으로 1984년 GC(녹십자)가 출연하여 설립한 비영리 연구재단법인이다. 우리나라 민간 연구기관으로는 최초로 대한민국 과학기술처(現 과학기술정보통신부)의 승인을 받고 WHO 협력연구기관에 지정된 바 있으며, 국문약자로는 목암연구소, 영문약자로는 MOGAM, MIBR로 부르기도 한다. 주사무소는 서울특별시 서초구 강남대로41길 15-19에 위치하고 있다.

## 설립 목적
질병의 예방, 진단 및 치료에 필요한 의약품을 개발함으로써 국민보건 향상과 인류복지 실현에 기여함을 목적으로 하고 있다.

## 주요 연구개발
- 세계 최초 유행성출혈열백신 'Hantavax' 개발
- 세계 두번째 수두백신 'Suduvax' 개발

## 연혁
- 1984년 5월 목암생명과학연구소 설립(설립 당시 이름 녹십자연구소)
- 1985년 12월 법인명 개칭(녹십자연구소 -> 목암생명공학연구소)
- 1989년 12월 'WHO Collaborating Centre for the Research and Development of Vaccines and Diagnostic Reagents' 지정
- 1991년 6월 세계 최초 유행성출혈열백신 'Hantavax' 개발
- 1993년 6월 세계 2번째 수두백신 'Suduvax' 개발
- 2014년 8월 호중구감소증치료제 'Neulapeg' 개발
- 2015년 11월 세계 4번째 4가독감백신 'GCFLU Quadrivalent' 개발
- 2015년 12월 조류독감 대유행 전단계 백신 'GCFLU H5&1' 개발
- 2016년 5월 법인명 개칭(목암생명공학연구소 -> 목암생명과학연구소)
- 2020년 3월 개량수두백신 'BARYCELA' 개발
- 2022년 11월 주사무소 서울 서초구로 이전

## 역대 연구소장
- 1대 소장 김경호(1984 ~ 1989)
- 2대 소장 백승복(1989 ~ 1992)
- 3대 소장 문홍모(1992 ~ 1996)
- 4대 소장 정수일(1996 ~ 2000)
- 5대 소장 박두홍(2000 ~ 2008)
- 6대 소장 윤   엽(2008 ~ 2013)
- 7대 소장 허은철(2013 ~ 2015)
- 8대 소장 최승현(2015 ~ 2018)
- 9대 소장 조의철(2018 ~ 2020)
- 10대 소장 정재욱(2020 ~ 2022)
- 11대 소장 김   선(2022 ~ 2024)
- 12대 소장 신현진(2024 ~ 현 재)